# Paltostoma schineri
Paltostoma schineri är en tvåvingeart som beskrevs av Samuel Wendell Williston  1896. Paltostoma schineri ingår i släktet Paltostoma och familjen Blephariceridae. Inga underarter finns listade i Catalogue of Life.